# 爱的阴霾
《爱的阴霾》（羅馬化：Ngao Ruk Luang Jai）是一部由Maker Y Group制作， 克里特·苏卡蒙固执导，普林·苏帕拉、纳瓦拉·翁瓦莎娜、纳得克·钉宫、苏蒙蒂普·卢昂古主演的泰国情节剧。此剧讲述了表兄弟之间的情感纠纷，于2010年4月23日至2010年5月21日每周五至周日晚上8时15分在泰国第3电视台播出。
2023年11月2日起2023年12月22日每周四至周五，由兰可拉薇·昂库瓦拉沃特、帕努瓦·普利马尼楠、吉迪彭·堤帕亚塔亚勒与丹妮丝·洁莉尔查·卡本主演，翻拍自此剧的《爱情游戏心计》在泰国第3电视台播出。

## 演员阵容

### 主要演员
- 普林·苏帕拉 饰演 Techit Khamthonphuwanath
- 纳瓦拉·翁瓦莎娜 饰演 Khaohom Asavatanong，喜欢Nawa
- 纳得克·钉宫 饰演 Nawa Khamthonphuwanath，Khaohom的司机
- 苏蒙蒂普·卢昂古 饰演 Ratee

### 其他演员
- 帕努得·瓦塔纳苏查 饰演 Mai
- 帕维娜·查莉莎顾 饰演 Bua
- 波那帕·泰丁纳空 饰演 Yuwarin / Fon
- 朗·班宗桑 饰演 Phupha Khamthonphuwanath
- 贾里娅·安丰 饰演 Ranya
- 桑提苏克·普罗米斯里（英语：Santisuk Promsiri） 饰演 Tomorn Khamthonphuwanath
- Pajaree Na Nakorn 饰演 แจง

## 获奖与提名列表
| 年份   | 颁奖典礼        | 奖项                       | 获提名者        | 结果 | 参考  |
| ------ | --------------- | -------------------------- | --------------- | ---- | ----- |
| 2010年 | 暹罗达拉明星奖  | 最佳新锐男演员奖           | 纳得克·钉宫     | 獲獎 | [ 8 ] |
| 2010年 | 暹罗达拉明星奖  | 最佳新锐男演员奖           | 普林·苏帕拉     | 提名 |       |
| 2010年 | 暹罗达拉明星奖  | 最佳新晋女演员奖           | 纳瓦拉·翁瓦莎娜 | 提名 |       |
| 2010年 | 暹罗达拉明星奖  | รางวัลร้ายได้ใจ               | 苏蒙蒂普·卢昂古 | 提名 |       |
| 2010年 | 暹罗达拉明星奖  | 热门电视剧                 | 《爱的阴霾》    | 提名 |       |
| 2010年 | TV Inside热门奖 | 年度最炙手可热的新晋男演员 | 纳得克·钉宫     | 獲獎 |       |